# Chevrolet Series D
Chevrolet Series D — американский автомобиль, выпускавшийся с 1917 по 1918 год подразделением Chevrolet компании General Motors. Это был первый и в течение многих лет единственный автомобиль Chevrolet с двигателем V8 (который не появлялся до 1955 года). Всего было произведено более 4000 автомобилей Chevrolet Series D.

## Модельный ряд
Chevrolet Series D выпускался в двух вариантах кузова: четырёхдверный пятиместный Touring Sedan Model D-4 и двухдверный четырёхместный Roadster Model D-5. Единственное различие между седаном Touring и родстером заключалось в том, что у родстера был «двойной капот», в то время как седан имел четыре двери. Согласно документальным записям, термин «Chummy Roadster» не упоминался, но, возможно, был маркетинговым термином, добавленным позже. Единственным стандартным цветом был зелёный с французским плиссированным кожаным салоном. Оба автомобиля были оснащены топливным баком на 20 галлонов, который был установлен сзади. Красное дерево использовалось для всех видимых деревянных изделий и никелированных блестящих изделий. И седан, и родстер имели заявленную розничную цену в 1550 долларов США (31398 долларов), из-за чего гарантия составляла только 1 год.

## Технические характеристики
Chevrolet Series D оснащён двигателем V8 с жидкостным охлаждением объёмом 4,7 л (288 кубических дюймов) под углом наклона 90°. В 1917 году двигатель был разработан и спроектирован компанией Chevrolet, а затем в 1918 году двигатель был совместно разработан компаниями Chevrolet и General Motors.
Двигатель развивает мощность 27 кВт (36 л. с.) при 2700 об/мин. Конструкция имела частично открытый клапанный механизм (были видны толкатели и подъёмники) с никелированной крышкой коромысла и алюминиевым впускным коллектором с водяным охлаждением. Стартер находится во впадине блока. Также имеется генератор с зубчатым приводом и отрывающейся от него муфтой вентилятора. Генератор с зубчатым приводом также приводит в действие распределитель. Ремень спереди приводил в движение только водяной насос. Он имел маховик массой 23 кг и уравновешенный коленвал. Диаметр цилиндра и ход поршня составляли 85,7 мм × 101,6 мм с тремя коренными подшипниками, цельными толкателями клапанов и двухкамерным карбюратором Zenith.

## Галерея

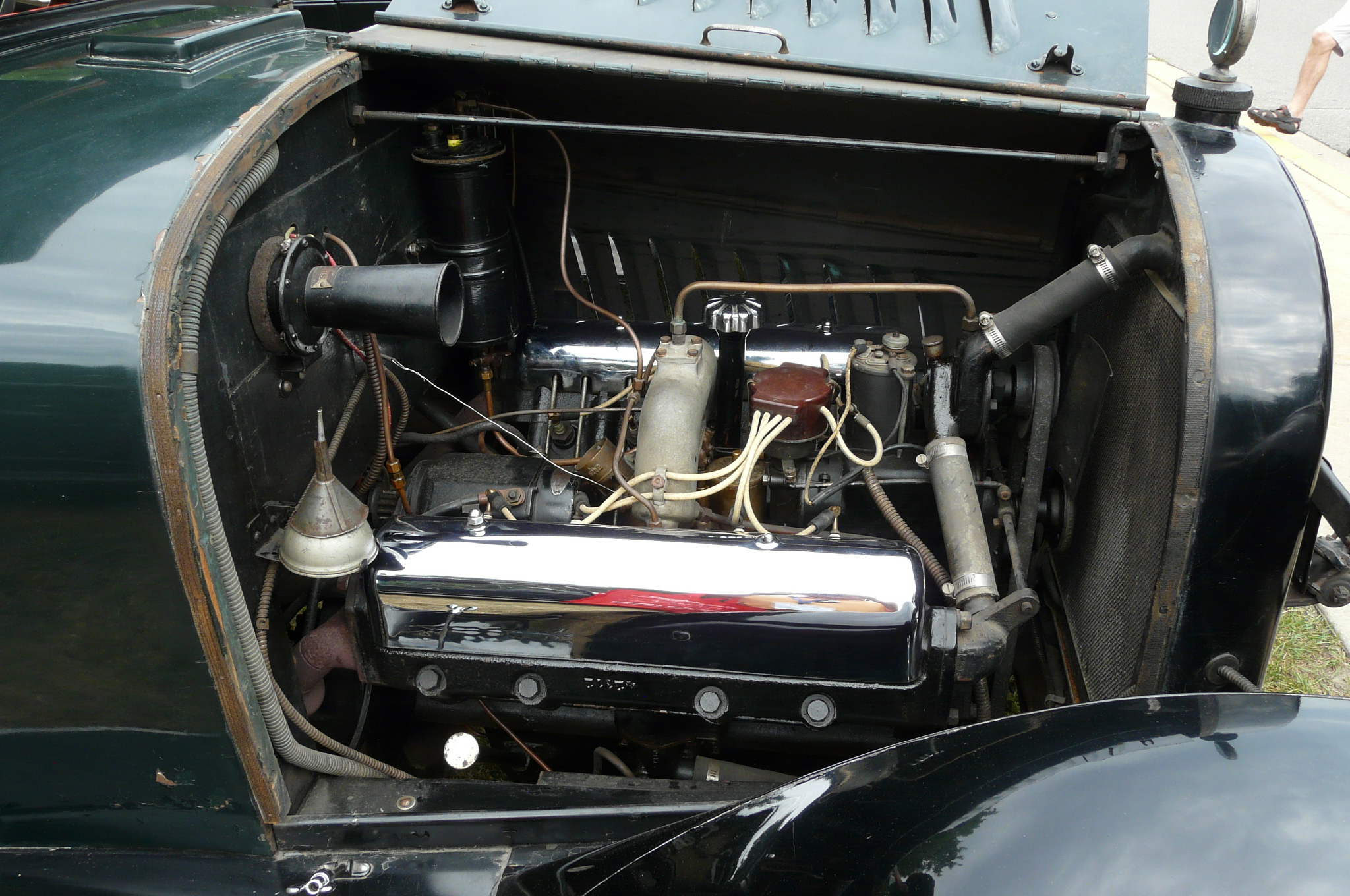
Моторный отсек Chevrolet Series D V-8
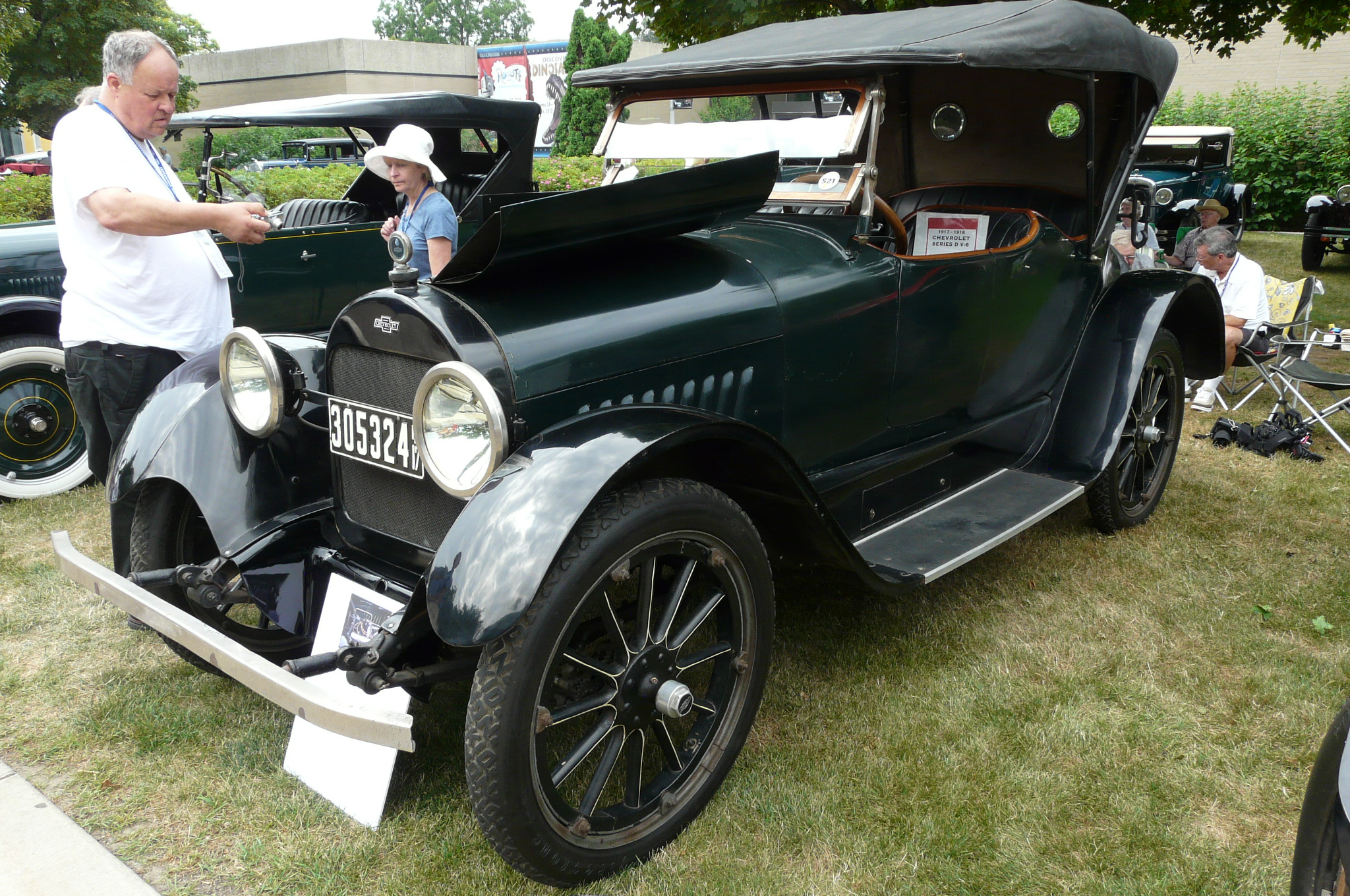
1917 Chevrolet Series D V-8 Chummy Roadster
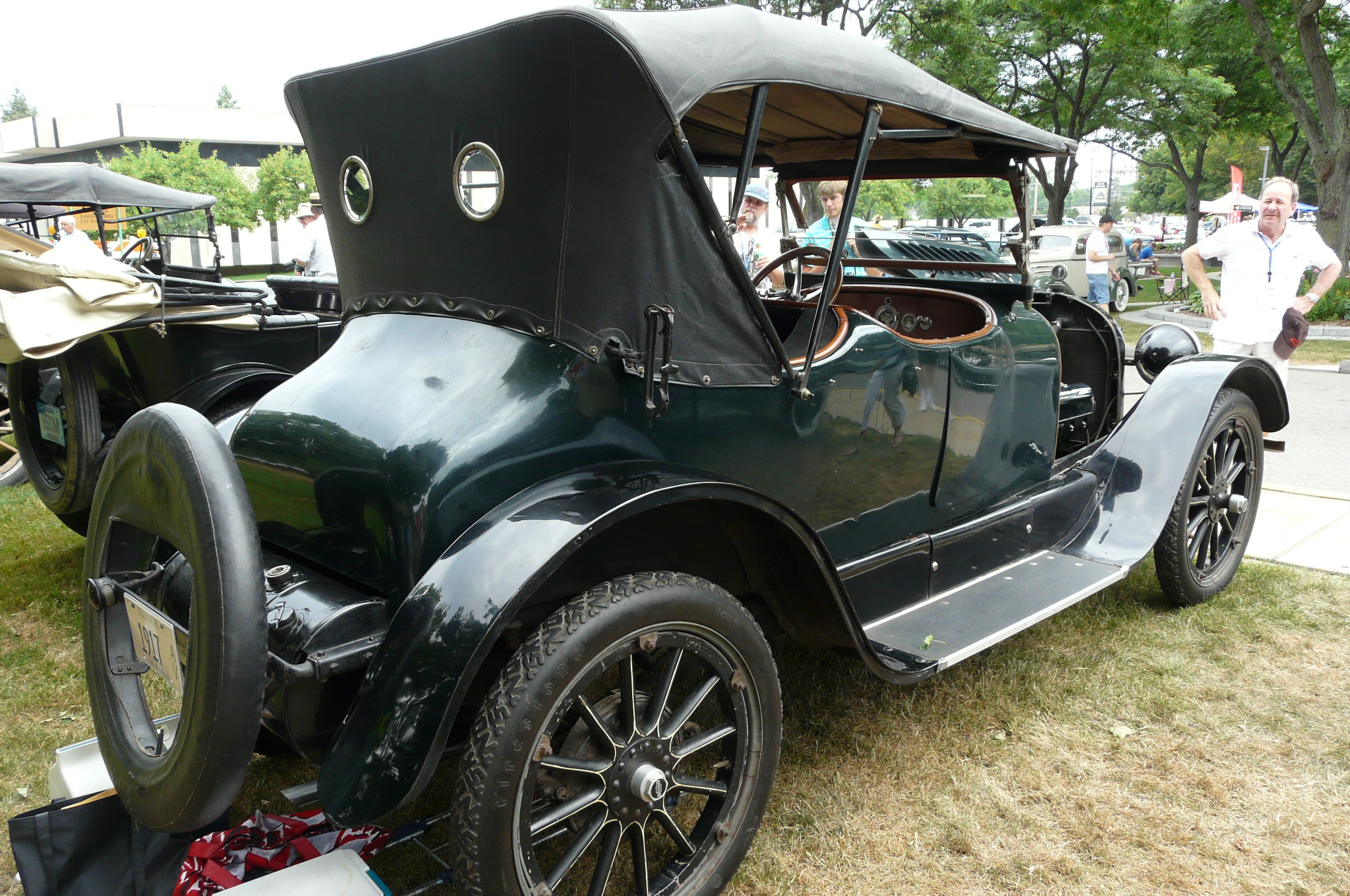
1917 Chevrolet Series D V-8 Chummy Roadster (вид сзади)